# 越後湯澤車站
越後湯澤車站（日语：／ Echigo-yuzawa eki */?）是位於日本新潟縣南魚沼郡湯澤町，由東日本旅客鐵道（JR東日本）所經營的鐵路車站。

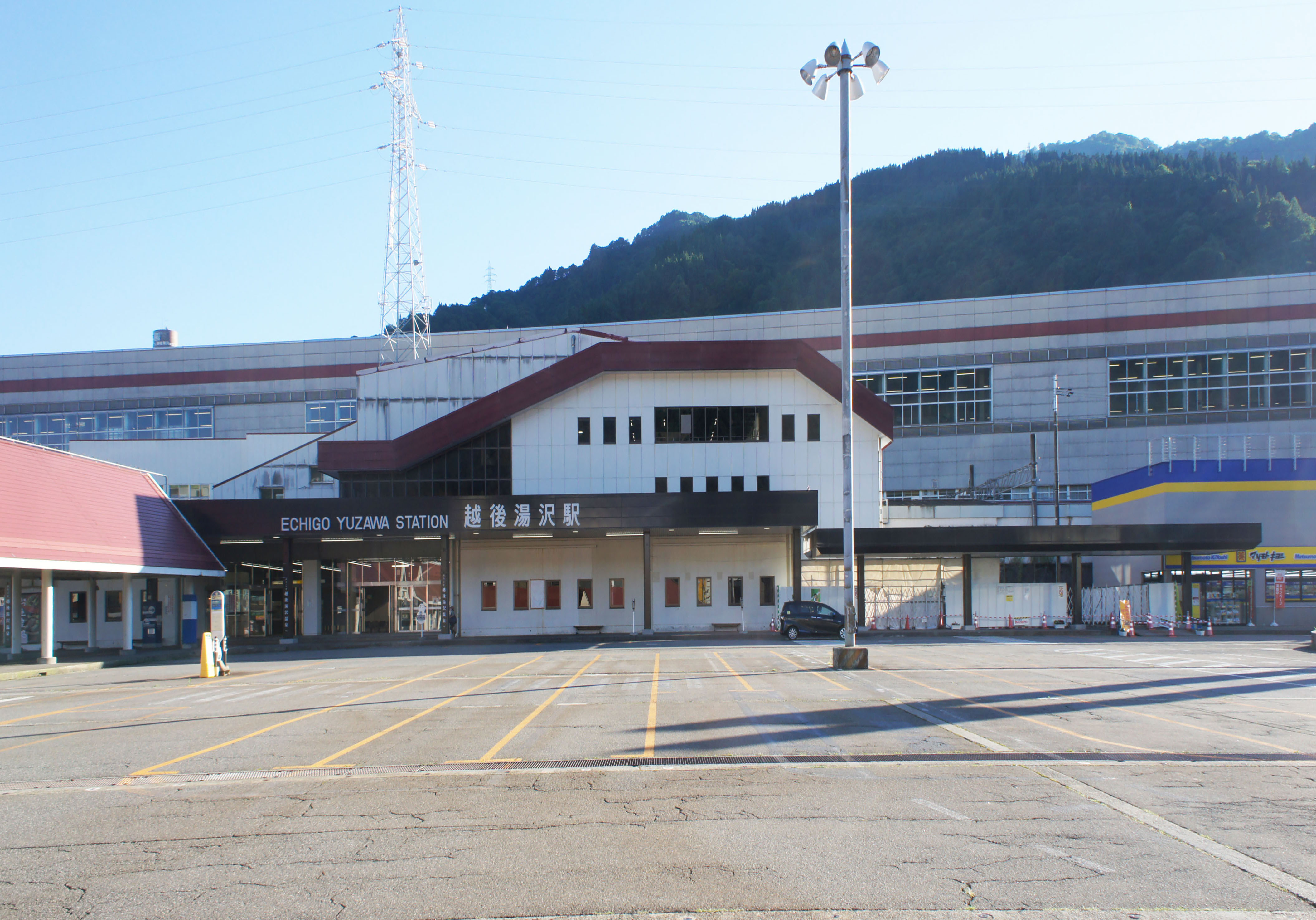
東口（2021年7月）

## 概要
本站是上越新幹線與上越線的沿線停靠站之一，並因為周圍有越後湯澤溫泉、苗場滑雪場等受歡迎的觀光名勝，而成為重要的旅遊據點。上越新幹線上甚至有專門載運旅客前往該站的谷川號列車，以每小時一班的發車頻率往返於東京與該站之間。
除了JR東日本的列車之外，北越地區另一條由第三部門鐵路公司北越急行所經營的北北線上的部分列車，也會自該線的實際終點六日町車站處駛入上越線，並抵達此站，使其成為連結日本首都圈與北陸地方的重要門戶之一。

## 历史
- 1925年（大正14年）11月1日：上越北线（現上越线）鹽澤 - 本站间线路開通時，本站作为普通车站開業。

## 車站結構
本站的新幹線月台為高架（站房3樓），並設有2條中央通過線，島式月台2面4線。在來線為澤地面島式月台2面4線與側式月台1面1線。

### 月台配置
| 月台   | 路線         | 方向         | 目的地                     | 備註                               |
| ------ | ------------ | ------------ | -------------------------- | ---------------------------------- |
| 在來線 |              |              |                            |                                    |
| 0      | ■北北線      | -            | 六日町、十日町、直江津方向 | 部分列車於2號月台到發              |
| 1      | ■上越線      | 下行         | 六日町、浦佐、長岡方向     | 部分列車於2、3號月台到發           |
| 2、3   | ■上越線      | 上行         | 越後中里、水上、高崎方向   |                                    |
| 4      | （预留站台） | （预留站台） | （预留站台）               | （预留站台）                       |
| 新幹線 |              |              |                            |                                    |
| 11、12 | 上越新幹線   | 下行         | 長岡、新潟、Gala湯澤方向   | 此站始發列車於14號月台開出         |
| 13、14 | 上越新幹線   | 上行         | 高崎、大宮、東京方向       | 部分此站始發列車於11、12號月台開出 |

車站大樓及檢票口
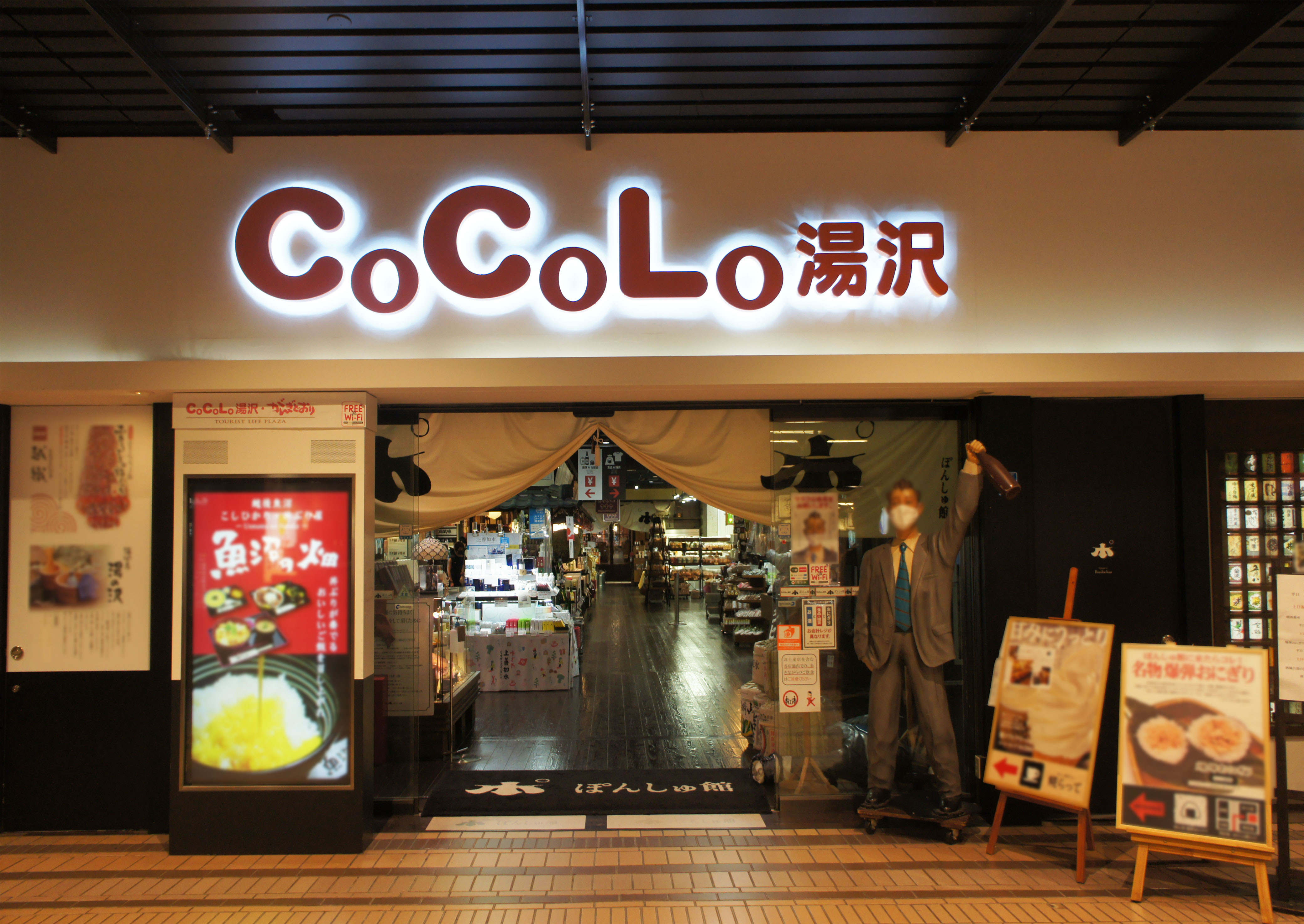
CoCoLo湯澤(2021年9月)
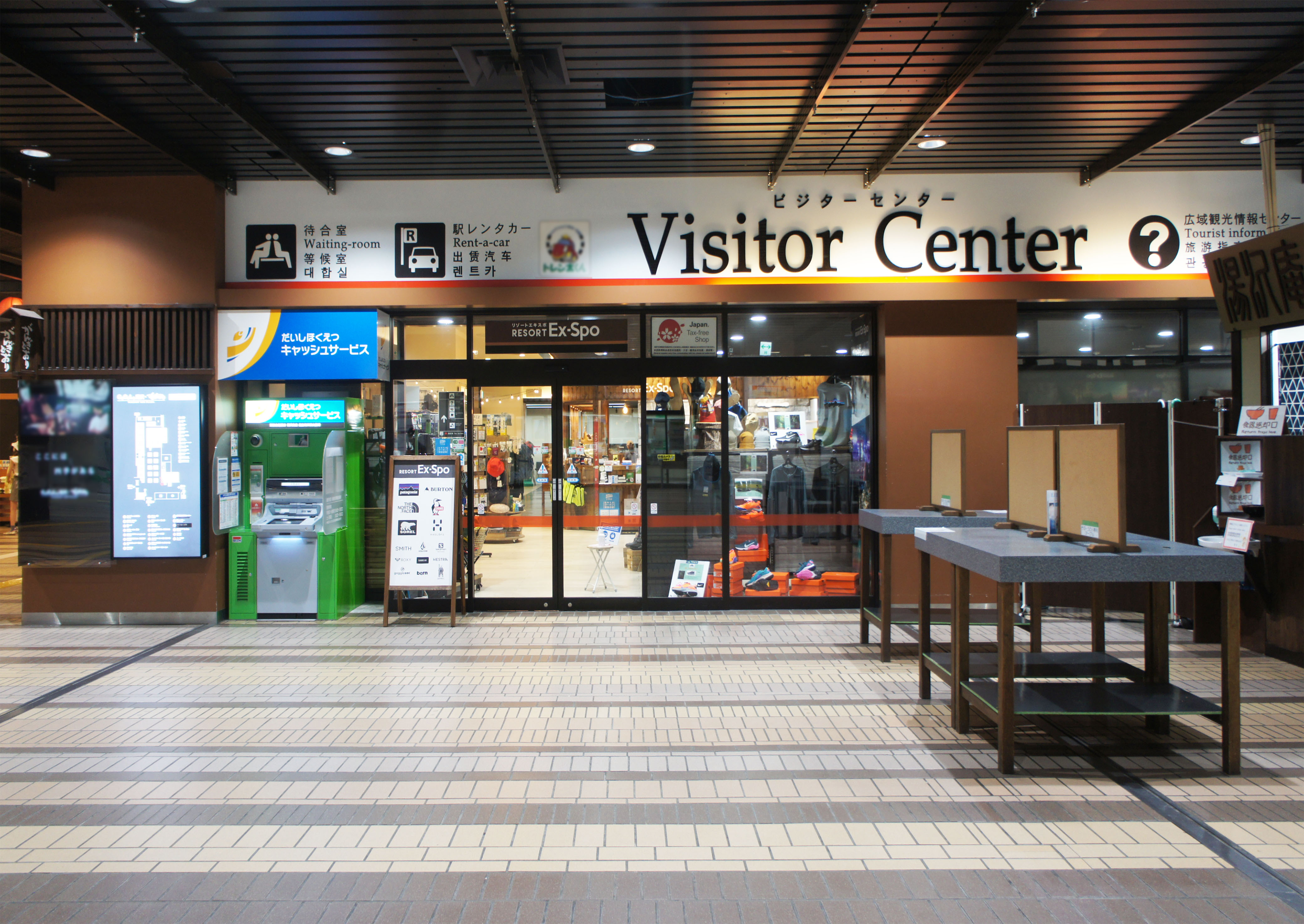
訪客中心(2021年9月)
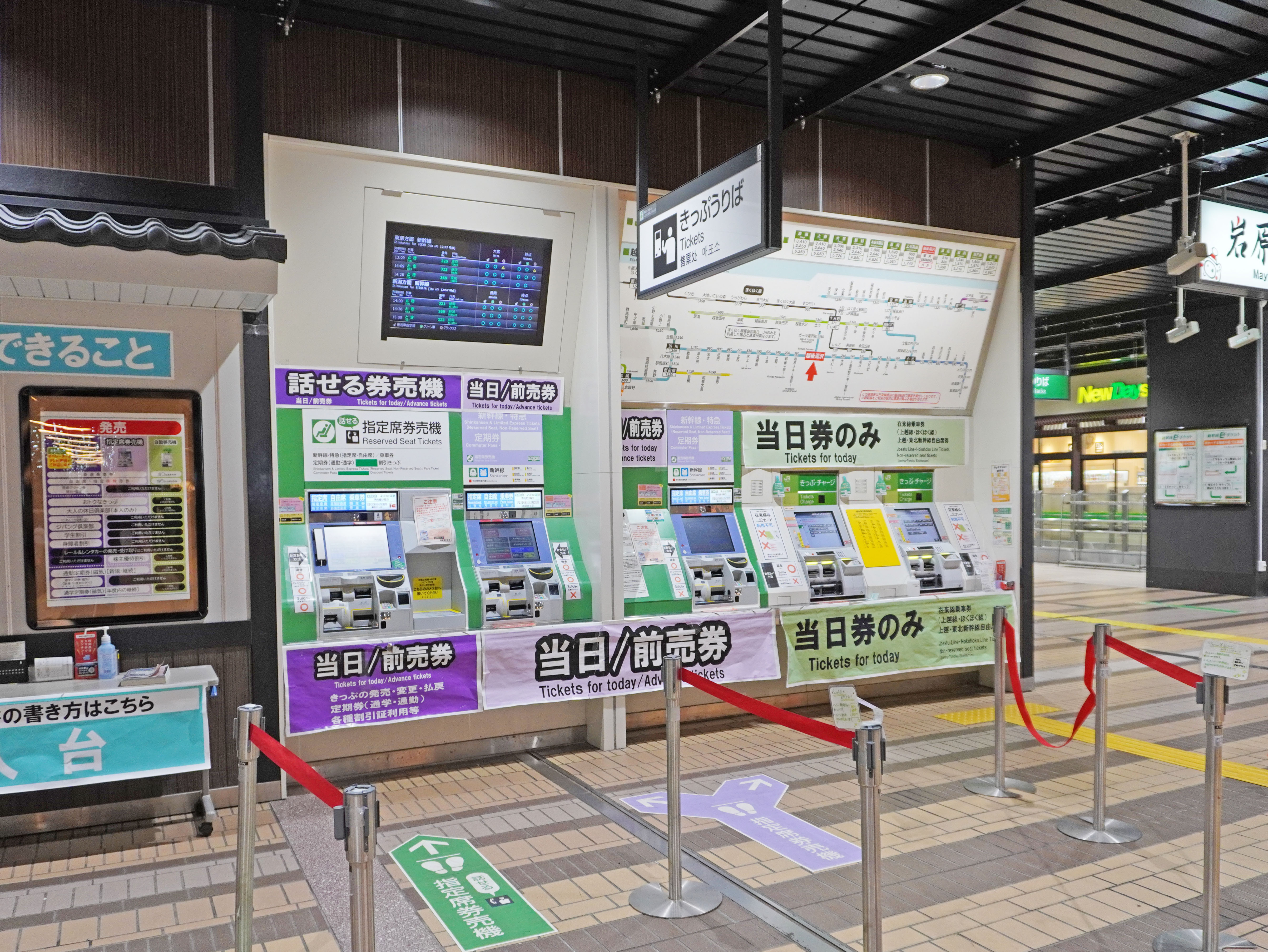
售票機(2022年12月)
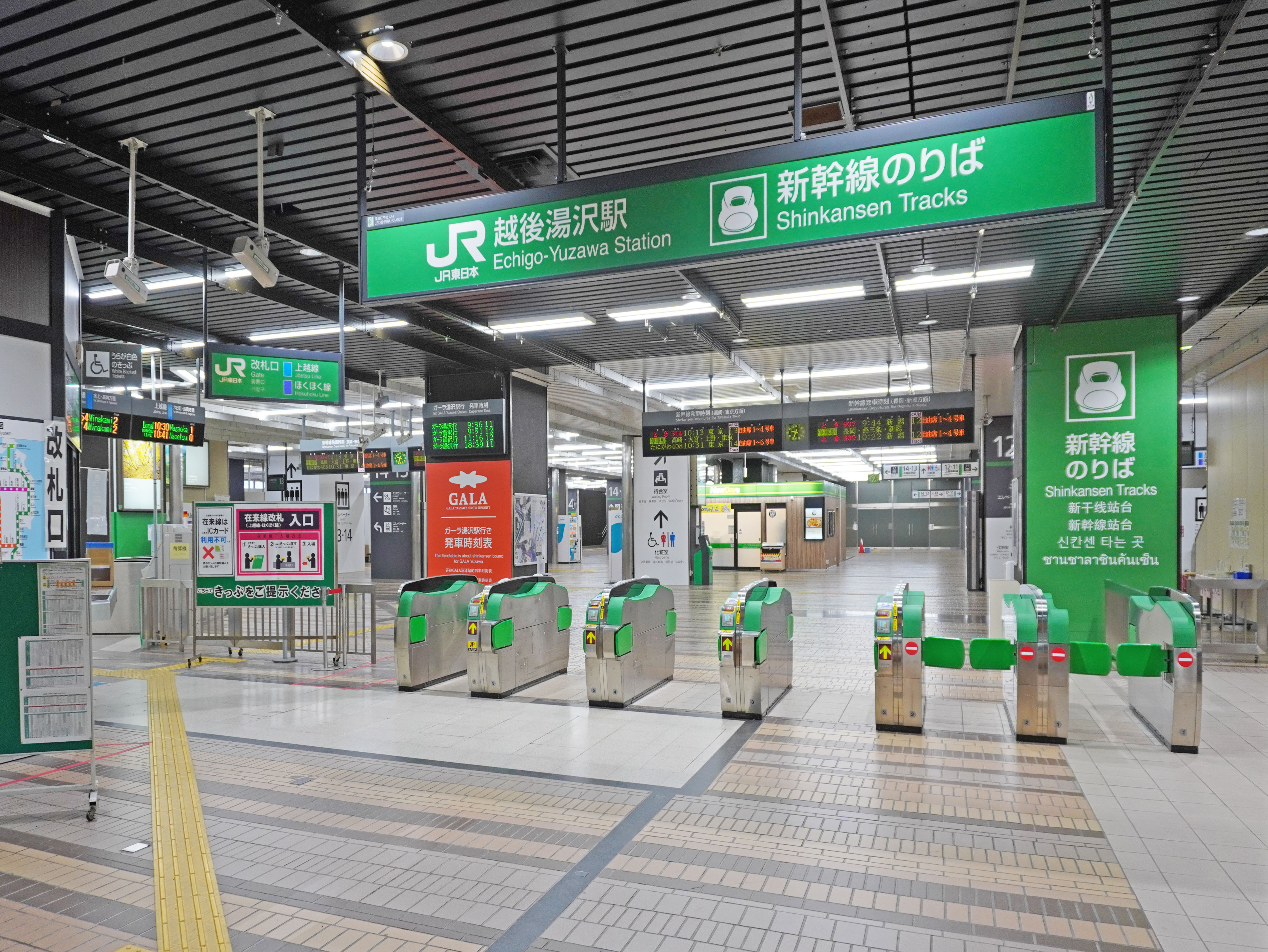
新幹線與在來線的檢票口(2022年12月)
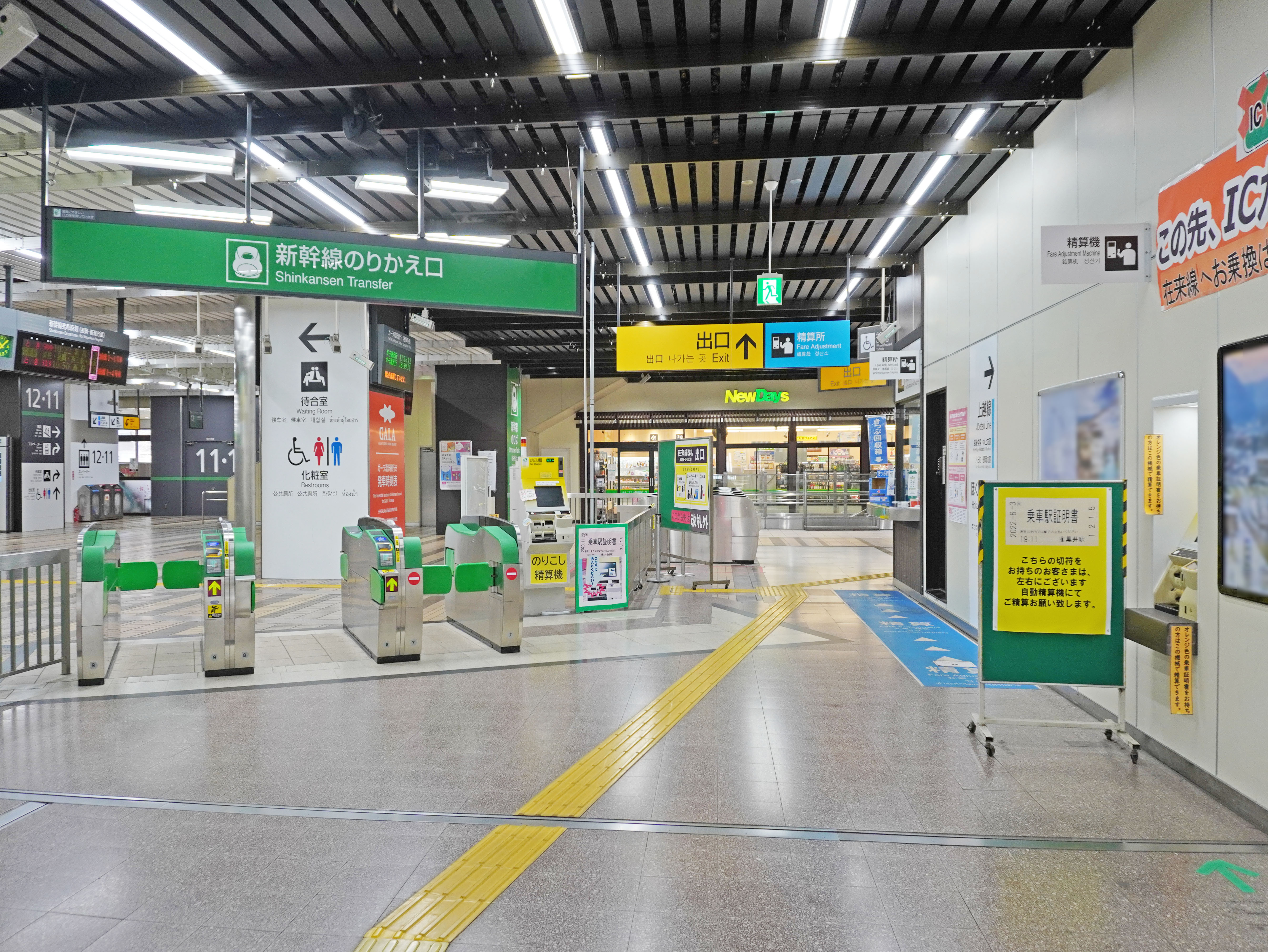
新幹線與在來線的轉乘驗票口(2022年12月)

月台
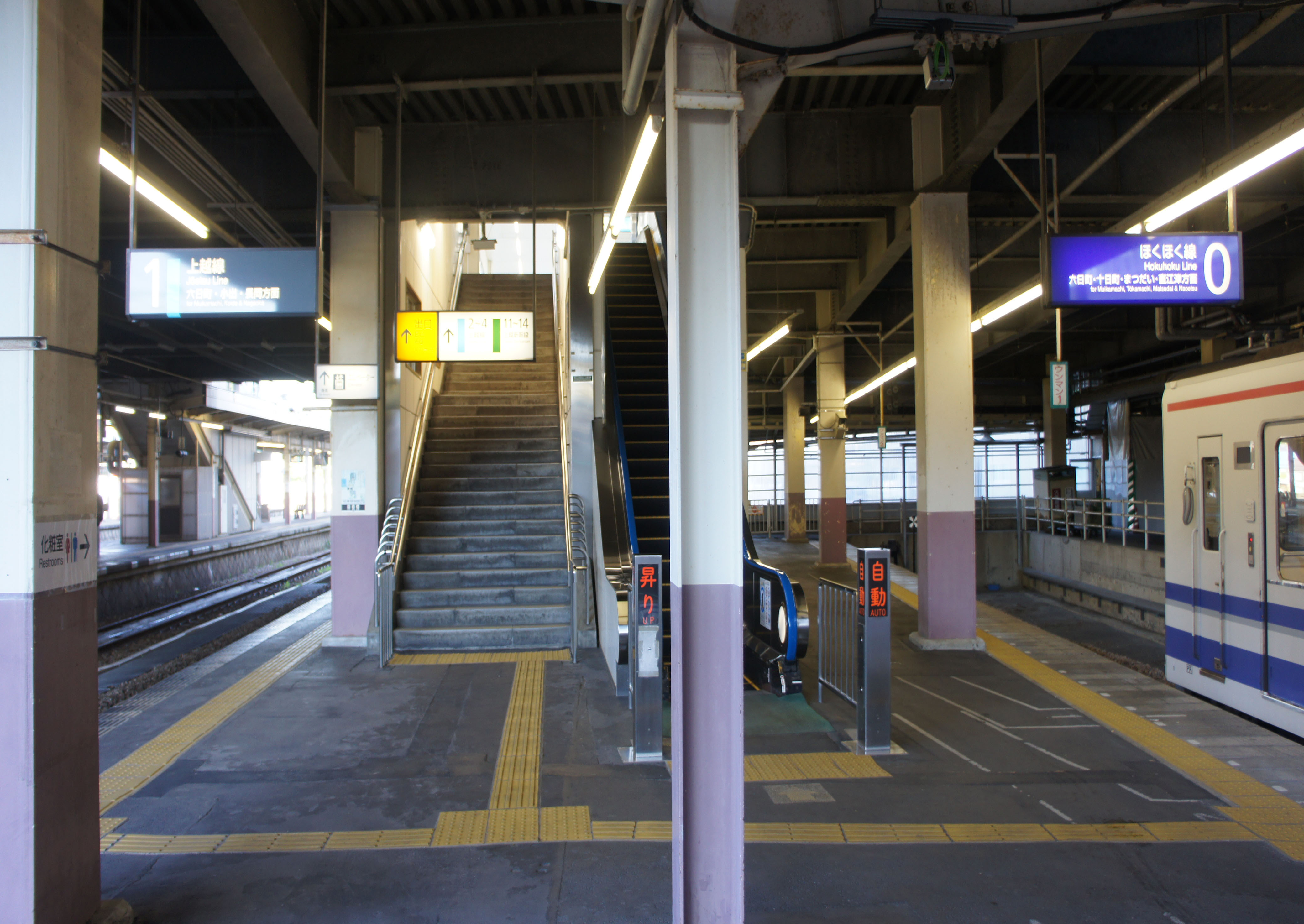
北北線0號與上越線1號月台(2021年7月)
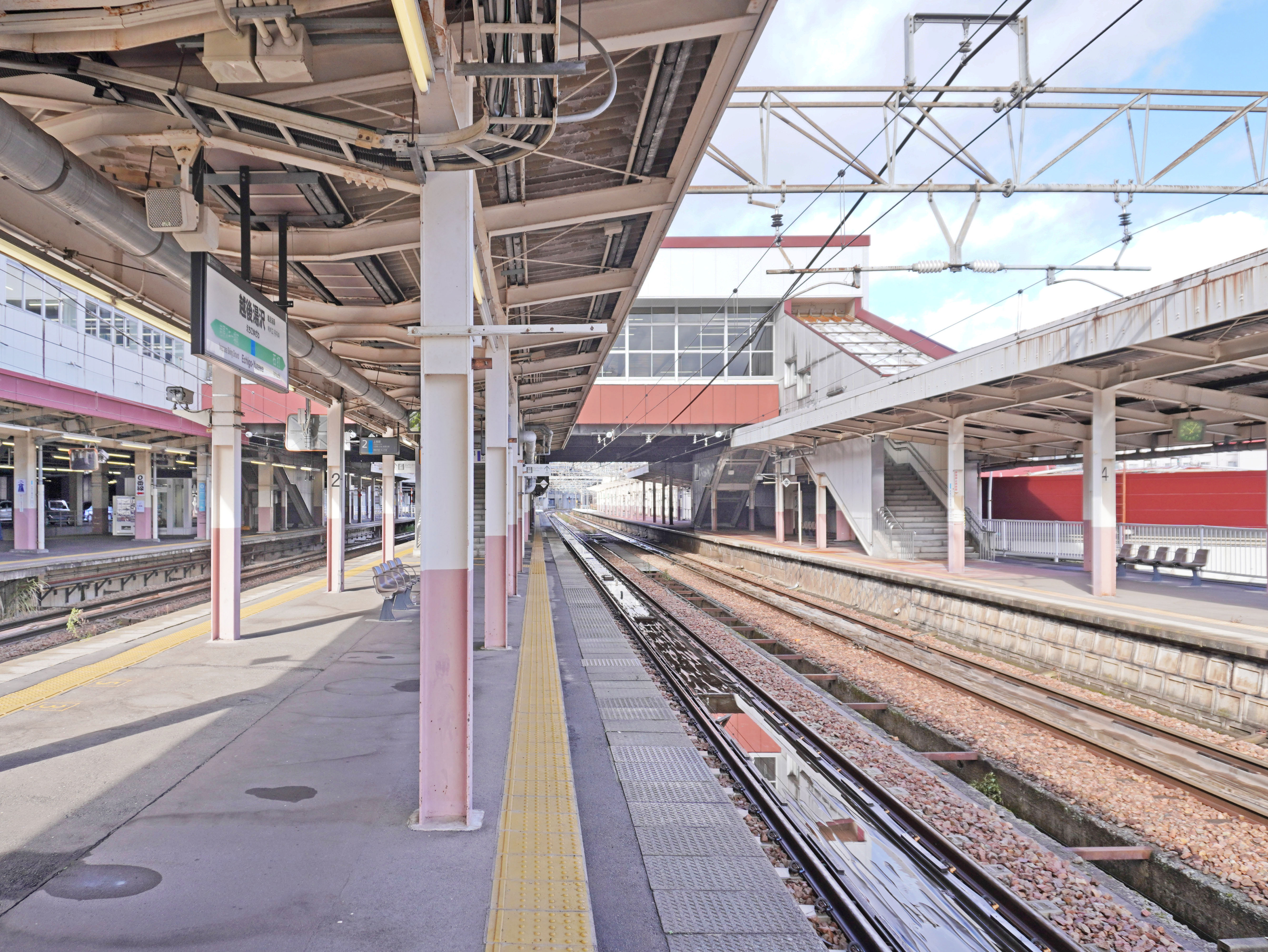
上越線2號至4號月台(2022年12月)
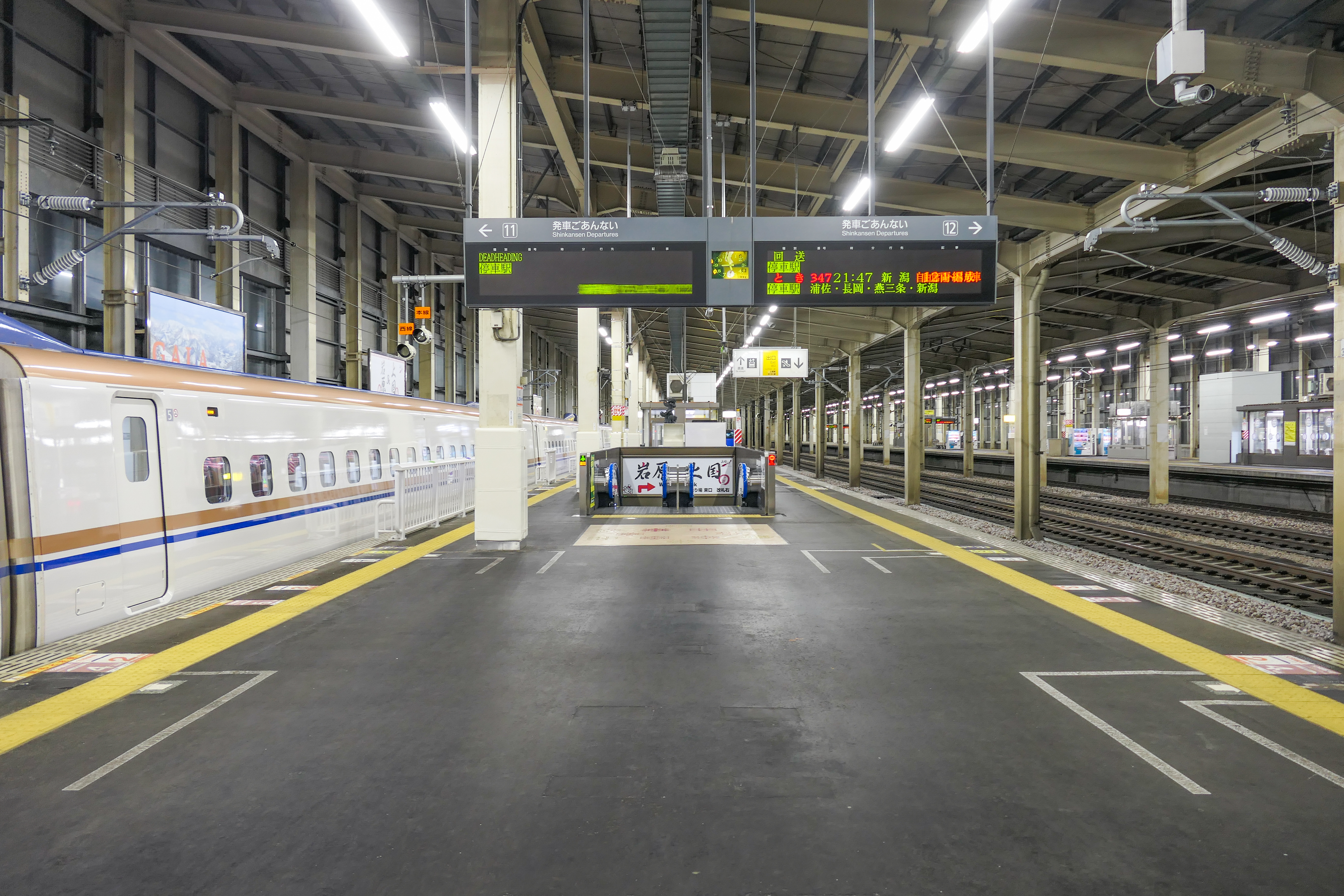
新幹線11號與12號月台(2022年10月)
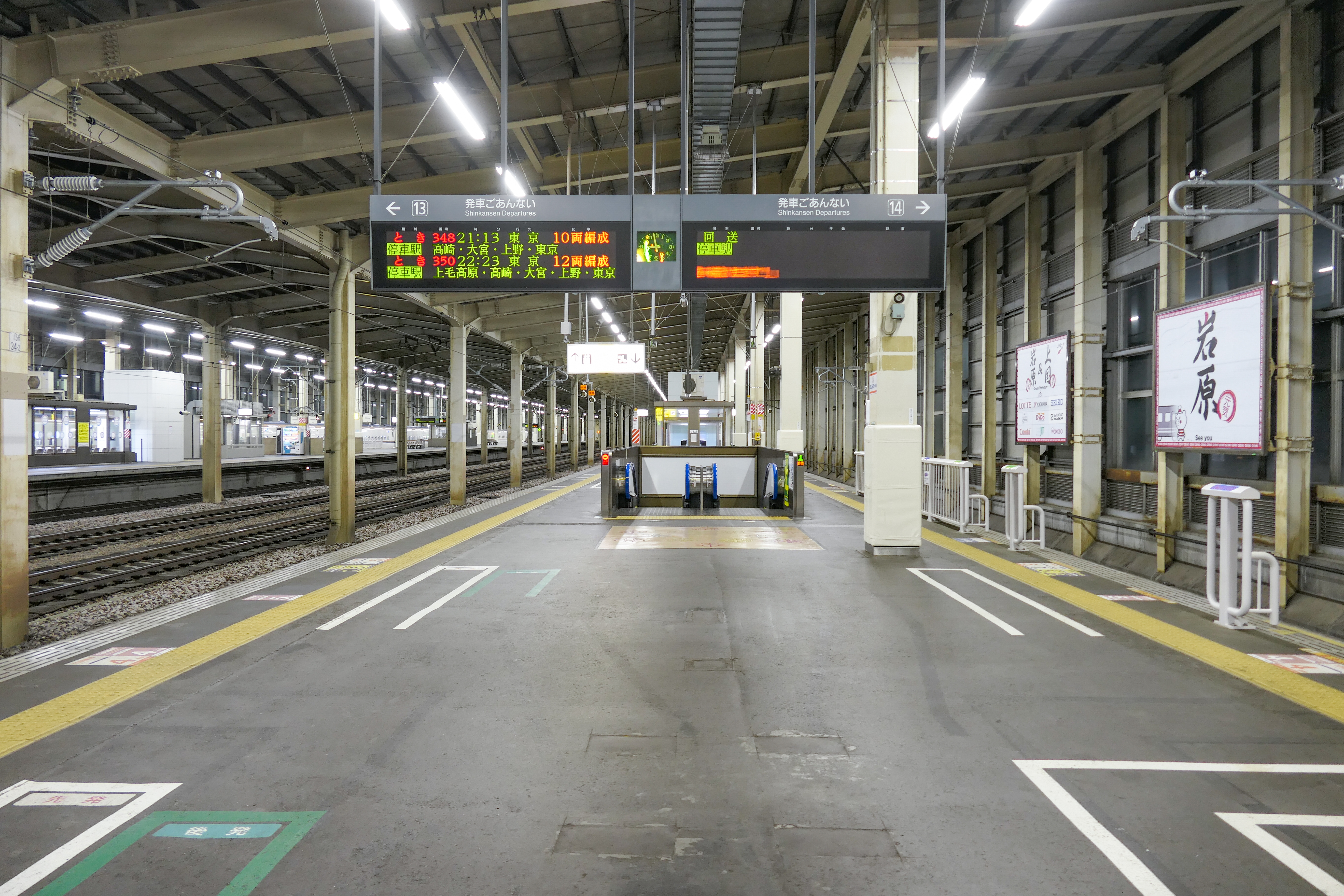
新幹線13號與14號月台(2022年10月)

## 車站周邊
- 越後湯澤溫泉
- 主水公園
- 大岳寺
- 熊野神社

## 相鄰車站
※新幹線、特急列車的相鄰停車站參見各列車記事。
東日本旅客鐵道
上越新幹線
上毛高原－越後湯澤－浦佐
上越新幹線支線（只限冬季期間運行）
（上毛高原）－越後湯澤－Gala湯澤
■上越線
岩原滑雪場前－越後湯澤－石打
北越急行
■北北線（六日町站為止為JR上越線直通路段）
■超快速「雪兔」
越後湯澤－（部分停靠六日町）－十日町
■快速
越後湯澤－六日町
■普通
越後湯澤－（部分列車停靠鹽澤、冬季期間部分列車停靠上越國際滑雪場前）－六日町

## 外部連結
- （日語）越後湯澤車站（JR東日本） （页面存档备份，存于）
- （日語）CoCoLo湯澤（越後湯澤車站賣場） （页面存档备份，存于）
- （日語）汤泽町观光协会 （页面存档备份，存于）

36°56′10″N 138°48′35″E / 36.93611°N 138.80972°E